# Щёткина, Марианна Акиндиновна
Марианна Акиндиновна Щёткина (род. 20 ноября 1958 года, остров Кильдин, Мурманская область, СССР) — белорусский государственный деятель, кандидат социологических наук, доцент, Министр труда и социальной защиты (2009—2016), заместитель Председателя Совета Республики Национального Собрания Республики Беларусь шестого созыва (2016—2019), руководитель Представительства Постоянного Комитета Союзного государства в г. Минске (до 2025 года).

## Биография
Марианна Щёткина родилась 20 ноября 1958 года на острове Кильдин Териберского района Мурманской области.
В 1982 году Марианна Щёткина окончила Ленинградский государственный университет имени А. А. Жданова (ныне СПбГУ) по специальности «физика».
В 1982—1986 годах работала инженером производственного объединения «Интеграл», инженером Северного филиала Акустического института имени М. Андреева в Североморске.
В 1986—2003 годах была учительницей физики, заместителем директора школы, директором школы, начальником управления образования администрации Фрунзенского района города Минска.
В 2003—2005 — заместитель главы администрации Ленинского района г. Минска.
В 2005—2007 — председатель комитета по труду, занятости и социальной защите Минского городского исполнительного комитета.
В 2007 году окончила Академию управления при президенте Республики Беларусь по специальности «государственное управление социальной сферой».
В 2007—2009 годах — первый заместитель министра труда и социальной защиты Республики Беларусь.
В 2009—2016 годах — министр труда и социальной защиты Беларуси.
В 2016—2019 годах являлась заместителем Председателя Совета Республики Национального Собрания Республики Беларусь.
С ноября 2019 по 2025 год — руководитель Представительства Постоянного Комитета Союзного государства в г. Минске.
23 июня 2010 года избрана председателем Совета по социальной политике при Интеграционном комитете ЕврАзЭС.

## Недвижимость
Около 2005 года Марианна Щеткина построила трёхкомнатную квартиру, площадью более 90 кв. м., в спальном районе Минска.
В 2015 году получила участок в элитном районе Веснинка, в посёлке «Дрозды-2», где возвела дорогой коттедж. По оценкам риелторов стоимость земли и недвижимости, как у Щеткиной, оценивается примерно в 1 млн долларов. При том, что по закону «О государственной службе», белорусские чиновники не могут работать на условиях совместительства и заниматься предпринимательской деятельностью, а средняя зарплата в Белоруссии в апреле 2015 года составила 452 доллара. То есть, простому белорусу, при условии, что на покупку он потратит все заработанные деньги, придется работать 184 года, чтобы стать владельцем такого дома.

## Инициатор изменений в законодательстве
По инициативе Щёткиной из советских времён извлекли «закон о тунеядцах», результатом чего стал декрет «О предупреждении социального иждивенчества» 2015 года. Щеткина так обосновывала справедливость нововведения:

«Никто с голоду не умрет. Если у человека лежат миллионы в кассе, и он на них живет, ему будет несложно заплатить 3,6 миллиона рублей. Он пользуется всеми благами государства… Если муж хорошо зарабатывает и может себе позволить, чтобы жена не работала, и они приняли такое решение, то 20 базовых — небольшая сумма, её можно и оплатить».

В 2016 году Марианна Щёткина выступила с инициативой повышения пенсионного возраста в Белоруссии. При том что, агитируя в качестве главы избирательного штаба за главу государства накануне последних президентских выборов в 2015 году, Щёткина клятвенно заверяла избирателей в том, что повышения пенсионного возраста не будет.

## Результаты деятельности
За время руководства Марианной Щёткиной Министерством труда и социальной защиты, Беларусь, по оценке  Международной конфедерации профсоюзов оказалась в десятке стран с худшими условиями труда (по данным на 2016 год).

## Стена Щёткиной
«Стена Щёткиной» — своеобразный минский арт-объект, посвящённый декретам и законам, не отвечающий интересам белорусских граждан. Получил известность после того, как на одной из стен в центре Минска (в районе ул. К. Маркса, 17) 5 марта 2017 года появилась аппликация с надписью «Это я автор налога на безработных» и изображение Марианны Щёткиной. На месте очищенной коммунальщиками аппликации на следующий день появилась надпись: «Ну вы же сами всё понимаете». Периодически на «стене Щёткиной» появляются остросоциальные граффити.
Объект находится в центре Минска, во дворе жилых домов между улицами Карла Маркса, Володарского и проспектом Независимости. «Стена Щёткиной» вошла в документальный фильм режиссёра Максима Шведа о минском «ЖЭС-арте», в котором рассказывается о борьбе коммунальщиков с тегами, надписями и рисунками, когда их закрашивают разноцветными прямоугольниками.

## Награды
- Имеет Благодарность Президента Республики Беларусь, почетное звание Республики Беларусь «Заслуженный работник социальной защиты Республики Беларусь». Награждена орденом Почета, юбилейными медалями, Почетной грамотой Национального собрания Республики Беларусь, Почетной грамотой Совета Министров Республики Беларусь, Почетной грамотой Евразийского экономического сообщества, медалью «За сотрудничество» (Союзное государство).
- Орден «Содружество» (29 ноября 2018 года, Межпарламентская ассамблея СНГ) — за активное участие в деятельности Межпарламентской Ассамблеи и её органов, вклад в укрепление дружбы между народами государств — участников Содружества Независимых Государств[16].
- Юбилейная медаль «МПА СНГ. 25 лет» (13 октября 2017 года, Межпарламентская ассамблея СНГ) — за заслуги в деле развития и укрепления парламентаризма, за вклад в развитие и совершенствование правовых основ функционирования Содружества Независимых Государств, укрепление международных связей и межпарламентского сотрудничества[17].

## Семья
Замужем, имеет сына.